# Escouredo (Monforte de Lemos)
Escouredo (llamada oficialmente O Escouredo) es una aldea española situada en la parroquia de Valverde, del municipio de Monforte de Lemos, en la provincia de Lugo, Galicia.

## Localización
Se encuentra a una altitud de 351 metros sobre el nivel del mar, al norte del monte de Valverde. 

## Demografía
| Gráfica de evolución demográfica de Escouredo entre 2000 y 2020 |
|                                                                 |
| Datos según el nomenclátor publicado por el INE.                |